# Christina Gartenmann
Christina Gartenmann (* 25. Dezember 1959) ist eine Schweizer Curlerin. 

## Karriere
Ihr internationales Debüt hatte Gartenmann bei der Europameisterschaft 1987 in Oberstdorf, sie blieb aber ohne Medaille. 1990 gewann sie bei der EM in Lillehammer mit der Bronzemedaille ihr bisher einziges Edelmetall.
Gartenmann spielte als Second der Schweizer Mannschaft bei den XV. Olympischen Winterspielen 1988 in Calgary im Curling. Die Mannschaft belegte den siebten Platz.
2022 gewann sie als Lead mit der Schweizer Damenmannschaft die Curling-Seniorenweltmeisterschaften. Sie ist Mitglied des CC Bern Inter.

## Erfolge
- 3. Platz Europameisterschaft 1990